# Philippe d'Alençon
Philippe d'Alençon de Valois (Brie, 1338/1339 – Roma, 16 agosto 1397) è stato un cardinale e patriarca cattolico francese.
Era il secondogenito del conte d'Alençon Carlo il Magnanimo (fratello del re di Francia Filippo VI di Valois) e di Maria de la Cerda, figlia di Ferdinando II de la Cerda.

## Biografia
Ancor giovanissimo venne avviato alla carriera ecclesiastica: venne eletto vescovo di Beauvais (1356), poi arcivescovo di Rouen (1359) e nel 1375 venne nominato patriarca latino di Gerusalemme e amministratore apostolico dell'Arcidiocesi di Auch.
Risoluto sostenitore di Papa Urbano VI contro l'antipapa avignonese Clemente VII, (uno dei pochi alti prelati francesi a schierarsi con la sede romana) venne da quest'ultimo privato dei benefici e costretto a trasferirsi a Roma. Urbano VI lo elevò alla dignità cardinalizia nel concistoro del 18 settembre 1378 quale cardinale presbitero di Santa Maria in Trastevere.
Fu legato pontificio nelle Fiandre nel 1379 e nel 1380 fu promosso al rango di cardinale vescovo di Sabina. Visse anche una parentesi (da giugno ad agosto del 1380) come governatore di Spoleto.
La sua nomina a patriarca di Aquileia (1381) provocò gravi discordie in Friuli e lo scoppio della guerra di successione al Patriarcato di Aquileia, la cui ragione principale era il dissido tra Udine e Cividale per questioni di interesse commerciale, legate a motivi di prestigio cittadino e familiare.
Il Patriarca si schierò apertamente con Cividale, suscitando la furiosa reazione degli udinesi, che lo costrinsero a fuggire dallo Stato Patriarcale. Filippo riuscì a rientrare alla testa di un esercito assoldato da Francesco da Carrara ma poi, giudicando la situazione ingovernabile, rassegnò le dimissioni, accettate dal Papa (1387).
Nel frattempo le casse patriarcali si erano completamente svuotate e il bilancio dello stato era in uno situazione drammatica.
Venne reintegrato da Bonifacio IX e nominato vescovo di Ostia: non partecipò al conclave del 1389 ma fu legato del nuovo pontefice dal 1387 al 1390 in Germania. Filippo partecipò alla canonizzazione di Santa Brigida di Svezia nel 1391. Tenne una corrispondenza con l'Università di Parigi per porre fine allo scisma. Fu inoltre arciprete (dal 1378) della Basilica Vaticana e dal 1394 Decano del Sacro Collegio.
Morì a Roma nel 1397 in odore di santità e venne sepolto nella Basilica di Santa Maria in Trastevere.

## Ascendenza
|                        |                         |                          | Genitori                |  |  | Nonni |  |  | Bisnonni               |  |  | Trisnonni           |  |
|                        |                         |                          |                         |  |  |       |  |  | Filippo III di Francia |  |  | Luigi IX di Francia |  |
|                        |                         |                          |                         |  |  |       |  |  | Filippo III di Francia |  |  | Luigi IX di Francia |  |
|                        |                         | Margherita di Provenza   |                         |  |  |       |  |  | Filippo III di Francia |  |  |                     |  |
| Carlo di Valois        |                         |                          |                         |  |  |       |  |  | Filippo III di Francia |  |  |                     |  |
|                        |                         | Isabella d'Aragona       | Giacomo I d'Aragona     |  |  |       |  |  |                        |  |  |                     |  |
|                        |                         | Isabella d'Aragona       | Giacomo I d'Aragona     |  |  |       |  |  |                        |  |  |                     |  |
|                        |                         | Isabella d'Aragona       | Iolanda d'Ungheria      |  |  |       |  |  |                        |  |  |                     |  |
| Carlo II d'Alençon     |                         | Isabella d'Aragona       |                         |  |  |       |  |  |                        |  |  |                     |  |
|                        |                         | Carlo II d'Angiò         | Carlo I d'Angiò         |  |  |       |  |  |                        |  |  |                     |  |
|                        |                         | Carlo II d'Angiò         | Carlo I d'Angiò         |  |  |       |  |  |                        |  |  |                     |  |
|                        |                         | Carlo II d'Angiò         | Beatrice di Provenza    |  |  |       |  |  |                        |  |  |                     |  |
| Margherita d'Angiò     |                         | Carlo II d'Angiò         |                         |  |  |       |  |  |                        |  |  |                     |  |
|                        |                         | Maria Arpad d'Ungheria   | Stefano V d'Ungheria    |  |  |       |  |  |                        |  |  |                     |  |
|                        |                         | Maria Arpad d'Ungheria   | Stefano V d'Ungheria    |  |  |       |  |  |                        |  |  |                     |  |
|                        |                         | Maria Arpad d'Ungheria   | Elisabetta dei Cumani   |  |  |       |  |  |                        |  |  |                     |  |
| Filippo d'Alençon      |                         | Maria Arpad d'Ungheria   |                         |  |  |       |  |  |                        |  |  |                     |  |
|                        | Ferdinando di Castiglia | Alfonso X di Castiglia   |                         |  |  |       |  |  |                        |  |  |                     |  |
|                        | Ferdinando di Castiglia | Alfonso X di Castiglia   |                         |  |  |       |  |  |                        |  |  |                     |  |
|                        | Ferdinando di Castiglia | Violante d'Aragona       |                         |  |  |       |  |  |                        |  |  |                     |  |
| Ferdinando di La Cerda | Ferdinando di Castiglia |                          |                         |  |  |       |  |  |                        |  |  |                     |  |
|                        |                         | Bianca di Francia        | Luigi IX di Francia     |  |  |       |  |  |                        |  |  |                     |  |
|                        |                         | Bianca di Francia        | Luigi IX di Francia     |  |  |       |  |  |                        |  |  |                     |  |
|                        |                         | Bianca di Francia        | Margherita di Provenza  |  |  |       |  |  |                        |  |  |                     |  |
| Maria di La Cerda      |                         | Bianca di Francia        |                         |  |  |       |  |  |                        |  |  |                     |  |
|                        |                         | Giovanni I Núñez di Lara | Nuño González di Lara   |  |  |       |  |  |                        |  |  |                     |  |
|                        |                         | Giovanni I Núñez di Lara | Nuño González di Lara   |  |  |       |  |  |                        |  |  |                     |  |
|                        |                         | Giovanni I Núñez di Lara | Teresa Alfonso di León  |  |  |       |  |  |                        |  |  |                     |  |
| Giovanna Núñez di Lara |                         | Giovanni I Núñez di Lara |                         |  |  |       |  |  |                        |  |  |                     |  |
|                        |                         | Teresa di Haro           | Diego López III deiHaro |  |  |       |  |  |                        |  |  |                     |  |
|                        |                         | Teresa di Haro           | Diego López III deiHaro |  |  |       |  |  |                        |  |  |                     |  |
|                        |                         | Teresa di Haro           | Costanza di Béarn       |  |  |       |  |  |                        |  |  |                     |  |
|                        |                         | Teresa di Haro           |                         |  |  |       |  |  |                        |  |  |                     |  |